# Ligne du Mans à Angers-Maître-École
La ligne du Mans à Angers-Maître-École  est une ligne de chemin de fer française d'une longueur de 95 kilomètres, qui dispose de deux voies à écartement standard et est électrifiée. Elle relie les gares du Mans et d'Angers-Maître-École, via celle de Sablé. Elle est entièrement située dans la région Pays de la Loire.
Elle est mise en service en 1863 par la Compagnie des chemins de fer de l'Ouest.
Elle constitue la ligne 450 000 du réseau ferré national.

## Histoire

### Chronologie
- 7 avril 1855, concession ligne du Mans à Angers à la Compagnie de l'Ouest[1]
- 23 mars 1863, mise en service du Mans à Sablé[1]
- 7 décembre 1863, mise en service de Sablé à Angers[2]

### Origine de la ligne
Les 2 février et 6 avril 1855 est signée une convention entre le ministre des Travaux publics et les Compagnies des chemins de fer de Paris à Saint-Germain, de Paris à Rouen, de Rouen au Havre, de l'Ouest, de Paris à Caen et à Cherbourg. Cette convention organise la fusion de ces compagnies au sein de la Compagnie des chemins de fer de l'Ouest. En outre elle concède à titre définitif à la compagnie, parmi d'autres lignes, un « embranchement du Mans à Angers ». L'article 2 de la convention prévoit un délai de 9 ans pour la construction de la ligne. Cette convention est approuvée par décret impérial le 7 avril 1855. Néanmoins lors de la concession du chemin de fer de Tours au Mans  le 16 août 1853, à la Compagnie du chemin de fer de Paris à Orléans (PO), une clause « interdit pendant onze ans la mise en exploitation de la ligne du Mans à Angers », ce qui amène la Compagnie de l'Ouest à rechercher un accord pour réduire ce délai. L'accord intervient en 1857.

#### Le Mans à Sablé
L'approbation du tracé du Mans à Sablé intervient le 31 mars 1858 et la compagnie commence les travaux au printemps 1860, par un chantier de 2,2 millions de francs en 1860. Les principales contraintes concernent la réalisation d'importantes tranchées : près du Mans 134 000 m3, à Noyen 300 000 m3 et avant l'arrivée à Sablé 360 000 m3 ; et les viaducs nécessaires aux franchissements des rivières et des vallées, notamment : la Sarthe (plusieurs fois), son canal latéral, l'Orne champenoise, la Vègre et sa vallée, l'Erve et sa vallée, ainsi que les stations intermédiaires de : Voivres, La Suze, Noyen, Avoise, Juigné et celle de Sablé, terminus provisoire en attendant l'ouverture de la section suivante.
Les ouvrages d'art sont terminés en 1861 et la compagnie ouvre à l'exploitation les 48 kilomètres de la section du Mans à Sablé le 23 mars 1863.

#### Sablé à Angers
Le tracé de la section de Sablé à Angers, dont quelques kilomètres avaient déjà été approuvés, est accepté en 1861. Débuté à la fin de l'année 1861, le chantier est entrepris sur toute la ligne en 1862, il concerne notamment la réalisation des deux seuls importants ouvrages d'art de la section que sont le viaduc de Sablé et celui de la vallée du Loir. Le reste de la section n'a pas de difficultés particulières et est donc construit facilement. Les stations intermédiaires sont : Princé - Précigné, Morannes, Étriché - Châteauneuf, Tiercé, Saint-Sylvain - Briollay, Écouflant. La gare de bifurcation d'Angers-Maître-École de la ligne de Tours à Nantes est réaménagée pour le service des deux lignes, par la Compagnie du chemin de fer de Paris à Orléans.
Les 47 kilomètres de la section de Sablé à Angers et l'ensemble de la ligne du Mans à Angers, sont ouverts à l'exploitation par la compagnie de l'Ouest le 7 décembre 1863.

### Électrification
La ligne a été électrifiée le 16 septembre 1983 : de la sortie du Mans à la section de séparation du PK 215,028 ainsi que le raccordement de Saint-Georges en 1,5 kV - continu, du PK 215,028 à Angers en 25 kV - 50 Hz.

## Caractéristiques

### Tracé
C'est une ligne à double voie au très bon profil, les déclivités ne dépassent pas 6 ‰. Le rayon des courbes est compris entre 1 000 et 2 000 mètres ce qui permet des vitesses élevées.
La ligne débute en gare du Mans qu'elle quitte en direction du nord-ouest avant d'engager une grande courbe sur la gauche pour s'installer en direction du sud-ouest dans la vallée de la Sarthe en coupant par les plateaux les méandres de la rivière. Elle traverse la gare de Voivres et franchit la Sarthe par un viaduc peu avant d'arriver en gare de La Suze. Le tracé s'infléchit vers l'ouest et franchit de nouveau la Sarthe avant d'arriver en gare de Noyen. Maintenant en direction de l'ouest, elle passe sous l'autoroute A11, traverse la gare fermée d'Avoise, franchit le viaduc de la Gaudine, sur la Vègre, et passe la gare fermée de Juigné-sur-Sarthe avant de se diriger vers le sud-ouest pour rejoindre la gare de Sablé à l'ouest de Sablé-sur-Sarthe,. 
Après Sablé, le tracé s'oriente plein sud et passe sur la rive gauche de la Sarthe en la franchissant une nouvelle fois, sur un viaduc, pour éviter les collines de la rive droite. La ligne passe par les gares de Pincé - Précigné (fermée), Morannes, Étriché - Châteauneuf, Tiercé et du Vieux-Briollay avant de franchir le Loir. Le tracé s'oriente légèrement est pour éviter une zone humide, puis traverse l'ancienne gare de Saint-Sylvain - Briollay avant de passer par celle d'Écouflant. Il reste à passer sous l'autoroute A11 avant d'arriver en gare d'Angers-Maître-École où elle se prolonge par la ligne de Tours à Saint-Nazaire,.

### Équipement
Elle est équipée du block automatique lumineux (BAL), du système de contrôle de vitesse par balises (KVB) et d'un système de
liaison radio sol-train de type GSM-R.

### Vitesses limites
Vitesses limites de la ligne en 2014 pour les TGV, catégorie de trains qui possèdent les limites les plus élevées, en sens impair (certaines catégories de trains, comme les trains de marchandises, possèdent des limites plus faibles) :
| De (PK)  | À (PK)   | Limite (km/h) |
| -------- | -------- | ------------- |
| Le Mans  | PK 220,4 | 160           |
| PK 220,4 | PK 261,8 | 220           |
| PK 261,8 | PK 282,9 | 210           |
| PK 282,9 | PK 294,2 | 220           |
| PK 294,2 | PK 295,4 | 160           |
| PK 295,4 | PK 301,5 | 190           |
| PK 301,5 | Angers   | 150           |

## Trafic
La ligne voit circuler des TGV reliant Paris-Montparnasse à Nantes, au Croisic ou aux Sables-d'Olonne, ainsi que des TGV intersecteurs reliant Nantes à d'autres grandes métropoles françaises (Lille, Strasbourg, Lyon, Marseille, Montpellier). Elle supporte également le trafic régional des TER Pays de la Loire.